# Simulium zhangjiajiense
Simulium zhangjiajiense es una especie de insecto del género Simulium, familia Simuliidae, orden Diptera.

## Taxonomía
Fue descrita científicamente por Chen, Zhang & Bi, 2004.  Fue publicada en Descriptions of three new species of Simulium (subg. Nevermannia) from Hunan Province, China. Apr 2004: 365-371.